# Juan de Escobedo
Pour les articles homonymes, voir Escobedo.
 (août 2024).
Si vous disposez d'ouvrages ou d'articles de référence ou si vous connaissez des sites web de qualité traitant du thème abordé ici, merci de compléter l'article en donnant les références utiles à sa vérifiabilité et en les liant à la section « Notes et références ».
 (août 2024).
Juan de Escobedo (né à Colindres, Cantabria en 1530  – mort à Madrid le 31 mars 1578), est un politicien espagnol, secrétaire du trésor de Don Juan d'Autriche, sous la protection et serviteur de Ruy Gomez de Silva, prince d'Eboli.
Juan de Escobedo est assassiné par Antonio Pérez, secrétaire du roi, le 31 mars 1578.